# 端憫固倫公主
端憫固倫公主（たんびんこりんこうしゅ、嘉慶18年7月3日(1813年7月29日) - 嘉慶24年10月20日(1819年12月7日)）は、清の第8代皇帝 道光帝の皇子時代の嫡長女。生母は継福晋佟佳氏（後の孝慎成皇后）。

## 生涯
嘉慶18年（1813年）7月3日酉の刻（午後5時～7時頃）に生まれた。実父は当時皇子だった綿寧（後の道光帝）、実母は佟佳氏で、当時は継福晋であった。
嘉慶24年（1819年）10月20日に夭折し、わずか7歳でこの世を去った。没後、「郡主」に追封され、王佐村にある父の正妻孝穆成皇后（智親王福晋）の園寝（墓所）に合葬された。
道光帝（綿寧）は、乾隆・嘉慶の二代の皇帝からすでに後継者として認められていた重要な存在であったが、即位前に残された子は男子1人・女子1人のみであった。そのため、早世したこの皇孫女が皇祖によって「郡主」に追封されたのは、非常に稀なケースである。
嘉慶25年（1820年）、綿寧は即位し道光帝となった。その年の清明節、道光帝は母・孝淑皇后の陵墓に自ら赴いて祭祀を行い、その折に北の王佐村を仰ぎ見て悲しみに沈み、亡き端悯固倫公主を悼んで詩《常新店途中北望感懷》を詠んだ。その同年9月、公主に「端悯固倫公主」の尊号を追贈し、遺骨を許家峪の園寝へ改葬した。
端悯固倫公主に対しては年に4回の大祭が行われ、その祭祀用の供物などの規模は皇太子に準ずるものだった。さらに、その園寝には後に早世した皇二女・皇二子・皇三子も合葬され、彼らに対しては年に2回の大祭が行われた。
しかし、端悯公主の園寝は制度上の格付けが非常に低く、石像生（陵墓前に立てられる人物や動物の石像）、華表（装飾柱）、碑亭（碑を保護する建物）などの建築物は一切なく、宝頂（墳墓の頂部）はすべてレンガ積みで、須弥座（台座）すら設けられていなかった。